# Mario Molina
Mario José Molina Henríquez (ur. 19 marca 1943 w Meksyku, zm. 7 października 2020 tamże) – meksykański chemik atmosfery, laureat Nagrody Nobla w dziedzinie chemii w 1995.

## Życiorys
Ojcem Mario Moliny był Roberto Molina Pasquel, prawnik prowadzący własną kancelarię oraz dyplomata. W 1965 Mario Molina ukończył studia w zakresie inżynierii chemicznej na Universidad Nacional Autónoma de México, a następnie wyjechał do Niemiec, aby studiować chemię fizyczną na Albert-Ludwigs-Universität Freiburg. W tym czasie pracował głównie nad kinetyką reakcji polimeryzacji. Po ukończeniu studiów w 1967 powrócił do Meksyku, aby rok później wyjechać na Uniwersytet Kalifornijski w Berkeley, na którym w 1972 uzyskał stopień doktora. W Berkeley zajmował się dystrybucją energii wewnętrznej w produktach reakcji chemicznych i fotochemicznych.
Jesienią 1973 rozpoczął staż podoktorski na Uniwersytecie Kalifornijskim w Irvine, pod kierunkiem F. Sherwooda Rowlanda. Spośród kilku zaproponowanych przez Rowlanda tematów badawczych, Molina zdecydował się na dotyczący freonów, związków kumulujących się w atmosferze, a uważanych wówczas za niemające wpływu na środowisko. Rowland i Molina stwierdzili, że freony mogą ulegać destrukcji w atmosferze, a uwalniany z nich chlor katalizuje rozpad cząsteczki ozonu. Pierwsze wyniki badań opublikowali w „Nature” już w 1974.
W późniejszych latach pracował kolejno w Jet Propulsion Laboratory, California Institute of Technology, Massachusetts Institute of Technology, na Uniwersytecie Kalifornijskim w San Diego na wydziale chemii i w Instytucie Oceanografii im. Scrippsa.
W 1995 otrzymał, wraz z Paulem Crutzenem (który kilka lat wcześniej opisał wpływ tlenku azotu na warstwę ozonową) i Franklinem Sherwoodem Rowlandem, Nagrodę Nobla w dziedzinie chemii za wkład w badania chemii atmosfery, zwłaszcza procesów powstawania i destrukcji warstwy ozonowej (tj. występowania tzw. dziury ozonowej).

## Odznaczenia i wyróżnienia
- Prezydencki Medal Wolności (2013)[3]